# THUNDER IN THE EAST
『THUNDER IN THE EAST』（サンダー・イン・ジ・イースト）とは、1985年に発表されたLOUDNESSのアルバム。スタジオ・アルバムとしては5作目（既発アルバムの英語ヴァージョンを除く）に当たり、本格的にアメリカ進出を果たした作品となった。第27回日本レコード大賞優秀アルバム賞受賞。

## 解説
アトランティック・レコードとの契約を得たLOUDNESSは、世界進出を目指して、最初から英語で歌うことを前提に本作を制作。『DISILLUSION English Version』（『DISILLUSION 〜撃剣霊化〜』を英詞で歌い直したもの）に続く、全曲英詞による作品となった。また、アトランティック・レコードの方からも、英語で歌うことを最低条件としていた。
プロデューサーに、オジー・オズボーンやY&T等との仕事で知られるマックス・ノーマンを起用。
本作でのサウンドは前作『DISILLUSION 〜撃剣霊化〜』以前に比べると、テクニカルな演奏は控えめになり、シンプルなものになっている。これはマックスの意向によるもので、山下によれば「とりあえずこいつらを一回シンプルにしたらどうなるのか、やってみたかったのでは」「アメリカではシンプルなものが絶対に売れるって思ってたのもある」という旨をインタビューで話している。そのため、「難しいフィルとかフレーズは弾くな」とマックスから口を酸っぱくして言われたという。
メンバー曰く、マックス・ノーマンの仕事ぶりは「鬼」だったとのことで、高崎がレコーディング中に気にならない程度のリズムやチューニングの狂いに対し「ズレてるからやり直せ!」と言いながらもテープをゆっくり回してレベル・メーターで僅かな狂いを確認しようとしたことから高崎はマックスに伝わらない日本語で「誰がそんな事までしてレコード聴くねん!リスナーには分からんわ！」とマックスに反発して口論になったり、二井原の歌唱に関しても英語の発音に関して厳しく指導されていた事もあって1曲歌入れするのに最長で3日かかったり、コーラスのハーモニーに関しても音楽理論で攻め立てられた事もあり、メンバーと何度も衝突した事もあったという。
この一件に関し、サウンドプロデューサーであり通訳として関わっていたジョージ吾妻によると、LOUDNESS側から「ジョージさんはあいつの味方かよ」、マックスからは「LOUDNESSの肩を持ってどうするんだよ」と攻め立てられた為、双方の意見を纏めるのに苦労したが、そのおかげでメンバー（特に高崎）との絆は出来たという。
また、二井原は「みんなで一緒に合唱できるような、シャウトできるようなパートを必ず1ヶ所入れろ」という指示があったことも、インタビューで述べている。
レコーディングは全12曲を録音したが、カットされた楽曲の一つは『THE BIRTHDAY EVE 〜誕生前夜〜』収録の「LOUDNESS」のリメイクであったが、アトランティック・レコード側との打ち合わせの結果お蔵入りとなった。
デモテープは日本で製作され、歌詞も日本語であった。ゼロから流暢な英語で歌詞を書くのは無理であったため、「こんなイメージでこんな言葉を使って」と、アメリカで作詞家と相談しながら、英語に直していった。
また、デモテープの中には、7年後に発売されたアルバム『LOUDNESS』に収録されている「FIRESTORM」があったが、マックスの判断で没になった。その後、30年の時を経て、30周年記念アルバム『THUNDER IN THE EAST ULTIMATE EDITION』にデモ音源が収録されることになった。なお、没になってもアメリカツアーの序盤では1曲目として演奏していたが、客の反応は良くなかったとのことである。
アルバムのタイトルはマックス・ノーマンがイギリスの競馬馬の名前から採ったという。
日本盤は1985年1月に発売。第1期LOUDNESSにとって、日本コロムビアからの最後のアルバムとなった（次作よりワーナーミュージック・ジャパンに移籍）。同年11月に発売されたアメリカ盤は、ビルボード誌アルバム・チャートの74位に達した。
二井原によると、本作のレコーディングとして利用したSound City Studiosには本作のプラチナディスクが飾られていたとの事。
2004年にリマスター再発された際、アニメ映画『オーディーン 光子帆船スターライト』に提供された「GOTTA FIGHT」・「ODIN」の2曲がボーナス・トラックとして追加されたが、2009年3月19日に発売されるデジタルリマスター（HQCD盤）はボーナストラックはカットされている。
2015年8月上旬、アルバム発売から30周年を記念して日本コロムビアより特設サイトがオープン。8月31日に「THUNDER IN THE EAST」の2015年版デジタルリマスター盤及び、USツアー、レコーディングの様子が収められた未発表の動画を収録したLIMITED EDITION盤、そこから更に未発表音源やアナログ盤、復刻版ツアーパンフレットなどを収録したULTIMATE EDITION盤の発売が公式に発表された。
また2018年7月11日には、日本コロンビアより、最新リマスター音源を用いた「アナログピクチャーディスク（品番；COJA-9331）」が発売されている。

## オリジナル盤収録曲
特記なき楽曲は作詞:二井原実、作曲:高崎晃。
1. CRAZY NIGHTS
先行シングル曲で、EP盤では曲タイトルが「CRAZY NIGHT」となっている。
上記の説明にある様に、収録ベストアルバム、ライブアルバム、雑誌、公式サイトなどのメディアによっては「CRAZY NIGHT」と、単数形で表記される事がある。
サビ後に出て来る「M.Z.A.」という掛け合いに深い意味は無く、デモテープの段階で高崎が適当に叫んだ物をマックス・ノーマンが採用してそのまま収録された[14]。
その「M.Z.A.」は本作では「エム、ゼット、エー」だが、第2期以降のライブや2004年発売のセルフカヴァーアルバム『ROCK SHOCKS』では従来のZの発音に近い「エム、ズィー、エー」となっている。
また、デモテープの段階では、バンド内ではイロモノ系と思われていたが、それがマックスに受け、メインの曲として急浮上した[4]。
最初はリズムがもう少し複雑であったが、マックスの意向でシンプルになっていった。そのため、レコーディングで高崎は「こんなリフ、俺が弾けるか!」、樋口は「俺のドラム生命がこれで終わったら誰が責任取んねん!俺のファンはみんな、俺の難しいフレーズに期待しとるんや!」と、怒っていたという[4]。
2. LIKE HELL
3. HEAVY CHAINS（作詞:二井原実、作曲:山下昌良）
4. GET AWAY
5. WE COULD BE TOGETHER
6. RUN FOR YOUR LIFE
7. CLOCKWORK TOY
8. NO WAY OUT
「CRAZY NIGHT」B面。
9. THE LINES ARE DOWN
デモテープでは1曲目に入ってた曲。バンド内では一番お気に入りの曲であったが、マックスからは「この曲、大して良くないな」と思われ、没にされかけた[4]。
また、レコーディングで山下が、ベースの4連・6連フレーズを入れたら、マックスに「お前何してんの?もう終わったんだよ!そこは普通にしてろ!」と怒られた[4]。
10. NEVER CHANGE YOUR MIND

2004年発売デジタルリマスター盤収録ボーナストラック
1. GOTTA FIGHT
後発のシングルタイトル曲。
2. ODIN
「GOTTA FIGHT」B面。

## 30TH ANNIVERSARY EDITION盤

### Limited Edition盤

#### DISC 1
1. CRAZY NIGHTS
2. LIKE HELL
3. HEAVY CHAINS
4. GET AWAY
5. WE COULD BE TOGETHER
6. RUN FOR YOUR LIFE
7. CLOCKWORK TOY
8. NO WAY OUT
9. THE LINES ARE DOWN
10. NEVER CHANGE YOUR MIND
11. CRAZY NIGHTS(Unreleased Demo -M4-)
12. WE COULD BE TOGETHER(Unreleased Demo - M2-)

#### DISC 2（DVD）
- 『A Documentary of THUNDER IN THE EAST』

『THUNDER IN THE EAST』完成から1985年のUSツアーまでのエピソードをメンバーや関係者を交えてのドキュメンタリー作品。
出演者
役職は前者は記念盤発売当時、後者は1985年当時の役職。
- LOUDNESS（高崎晃、二井原実、山下昌良、樋口宗孝[15]）
- 中島正雄（マリオマネジメント株式会社 代表取締役 / 当時株式会社ビーイング プロデューサー）
- 清水美樹夫（株式会社GPS 代表取締役社長 / 当時日本コロムビア 第3制作部 プロデューサー）
- ジョージ吾妻（キラーギターズ / 日本エレクトロ・ハーモニックス 代表取締役 5Xのギタリスト 音楽プロデューサー）
- 宗清裕之（日本クラウン 制作宣伝本部　JP制作部担当　副本部長 / 当時日本コロムビア 第3制作部 ディレクター）
- マックス・ノーマン（音楽プロデューサー）
- 諌山喜由（舞台監督 株式会社ISA / ドットイメージ香港 代表取締役社長 コンサートホール設立専門家委員会 選任委員 / 当時株式会社TOJ所属 舞台監督）
- 湯浅康正（Planning Office Y2 代表取締役社長 / 株式会社TOJ所属 照明）
- 森昌行（オフィス北野　代表取締役社長 / 当時映像制作会社 ディレクター）
- 山本隆士（東京スクールオブミュージック専門学校渋谷、東京ダンス＆アクターズ専門学校 学校長 / 当時YOUNG GUITAR編集長）
- 金澤隆志（音楽ライター、翻訳家 / 当時アメリカ在住の学生）
- ダニー・オドノヴァン（プロモーター、プロデューサー、オーガナイザー）
- ニック・ロフト（80年代当時アトランティックにLOUDNESSを推薦したA&R）

#### DISC 3（DVD）
- 『THUNDER IN THE EAST 1985 US TOUR LIVE』

1. CRAZY DOCTOR
2. WE COULD BE TOGETHER
3. HEAVY CHAINS
4. NO WAY OUT
5. DRUM SOLO
6. GET AWAY
7. GUITAR SOLO
8. CRAZY NIGHTS
9. CRAZY NIGHTS
10. CRAZY DOCTOR
11. DRUM SOLO
12. CRAZY DOCTOR
13. LOUDNESS
14. GUITAR SOLO
15. CRAZY DOCTOR
16. HEAVY CHAINS
17. LOUDNESS
18. GUITAR SOLO

1~8 1985年8月13日、アレンタウン ペンシルベニア州  THE FAIRGROUNDS
9 1985年8月14日、ニューヨーク州 マディソン・スクエア・ガーデン
10 1985年9月12日、マディソン Dane County Coliseum
11 1985年9月14日、サギノー、WENDLER ARENA
12~14 1985年9月17日、ランシング、MICHIGAN CIVIC CENTER
15~18 1985年9月18日、トレド、OHIO SPORTS ARENA

### Ultimate Edition盤

#### DISC 1
- THUNDER IN THE EAST 2015年デジタル・リマスター盤

#### DISC 2 “BEFORE and AFTER" ～First Demo Tracks from Japan～
1. THE LINES ARE DOWN (Unreleased DEMO -M3-)
2. WE COULD BE TOGETHER (Unreleased DEMO -M2-)
3. GET AWAY (Unreleased DEMO -M5-)
4. RUN FOR YOUR LIFE (Unreleased DEMO -M6-)
5. CRAZY NIGHTS (Unreleased DEMO -M4-)
6. FIRESTORM (Unreleased DEMO -M7-)
7. HEAVY CHAINS (Unreleased DEMO -M11-)
8. NEVER CHANGE YOUR MIND (Unreleased DEMO -M10-)
9. ERUPTION (Unreleased DEMO -M9-)

#### DISC 3 “BEFORE and AFTER" ~Recording Tracks from STUDIO SOUND CITY 1984.9.25~
1. HEAVY CHAINS (Unreleased -M11-)
2. GET AWAY (Unreleased -M5-)
3. NO WAY OUT (Unreleased -M15-)
4. CLOCKWORK TOY (Unreleased -M17-)
5. THE LINES ARE DOWN (Unreleased -M3-)
6. CRAZY NIGHTS (Unreleased -M4-)
7. LIKE HELL (Unreleased -M13-)
8. NEVER CHANGE YOUR MIND (Unreleased -M10-)
9. RUN FOR YOUR LIFE (Unreleased -M6-)
10. WE COULD BE TOGETHER (Unreleased -M2-)

#### DISC 4（DVD）
- 『A Documentary of THUNDER IN THE EAST』

#### DISC 5（DVD）
- 『THUNDER IN THE EAST 1985 US TOUR LIVE』

#### レコード盤（LP）
- THUNDER IN THE EAST オリジナル完全復刻盤

#### レコード盤（EP）
- CRAZY NIGHTS　オリジナル完全復刻盤

#### カセットテープ “START from ZERO" ～Rare Tracks from Rehearsal Studio Works～
- Side A. LIKE HELL (Unreleased DEMO -M13-)
- Side B. NO WAY OUT (Unreleased DEMO -M15-)

#### その他
- スペシャルブックレット、ツアーパンフレット、ツアーTシャツ等が収められている。

## タイアップ
- 2015年12月7日から同年12月11日まで、TOKYO MX放送の情報番組『5時に夢中!』のエンディングテーマに「CRAZY NIGHTS」が使用された[16]。

## カヴァー
- CRAZY NIGHTS
  - セリオン（1999年、コンピレーションアルバム『Crowning Of Atlantis』[17]に収録）
  - ハンマーフォール（2008年、コンピレーションアルバム『Masterpieces』に収録）
  - ヘルメット（2011年、コンピレーションアルバム『Guilt by Association Vol. 3』に収録）
  - Pagan's Mind（2011年 シングル『Intermission』収録）
  - チルドレン・オブ・ボドム（2013年、8thアルバム『Halo of Blood』の日本盤にボーナストラックとして収録）
  - B'z（2013年 EX THEATER ROPPONGIこけら落とし公演『B'z Special LIVE』内で演奏）
  - SHOW-YA（2014年 カヴァーアルバム『Glamorous Show〜Japanese Legendary Rock Covers』に収録）
- LIKE HELL
  - Maxxxwell Carlisle（2015年 シングル『Like Hell』収録）
- HEAVY CHAINS
  - パワー・ゴッド（2005年 カヴァーアルバム『That's Metal Lesson II - Long Live the Loud』に収録 二井原も参加）
  - ドラゴンズレア（2007年 アルバム『Dragonheart』に収録）

## 参加メンバー
- 高崎晃：ギター
- 二井原実：ボーカル、コーラス
- 山下昌良：ベース
- 樋口宗孝：ドラム
- マックス･ノーマン：プロデューサー
- ビル・フリーシュ：エンジニア
- バーニー・グランドマン：マスタリング